# Eva Lechner
Eva Lechner (nascida em 1 de julho de 1985) é uma ciclista de estrada, montanha e ciclocross italiana que venceu pelo menos um título nacional em todas as três disciplinas.
Ela ganhou o revezamento por equipes no campeonato mundial de mountain bike em 2012, juntamente com Luca Braidot, Marco Aurelio Fontana e Beltain Schmid.
Nos Jogos Olímpicos de 2012 em Londres, ela competiu no cross-country, terminando em décimo sétimo lugar. Em Pequim 2008 ela foi a décima sexta colocada, competindo na mesma prova.